# Großer Preis von Großbritannien 1998
Der Große Preis von Großbritannien 1998 (offiziell LI RAC British Grand Prix) fand am 12. Juli auf dem Silverstone Circuit in Silverstone statt und war das neunte Rennen der Formel-1-Weltmeisterschaft 1998.

## Bericht

### Hintergrund
Nach dem Großen Preis von Frankreich führte Mika Häkkinen in der Fahrerwertung mit sechs Punkten vor Michael Schumacher und mit 20 Punkten vor David Coulthard. In der Konstrukteurswertung führte McLaren-Mercedes mit elf Punkten vor Ferrari und mit 53 Punkten vor Benetton-Playlife. 
Williams setzte ab dem Qualifying einen aktualisierten, stärkeren Motor ein und der Radstand wurde verlängert. 
Erstmals an diesem Wochenende wurden Informationen zum neuen Team ab der kommenden Saison 1999 bekannt. So wird Craig Pollock, der bisherige Manager von Jacques Villeneuve, der neue Teamchef zur kommenden Saison und das Hauptquartier in Brackley wurde ebenfalls fertiggestellt. Ab etwa Herbst sollte die Arbeit am neuen Wagen aufgenommen werden laut Pollock. Des Weiteren wurde bekannt gegeben, dass Supertec 1999 neben Benetton und Williams auch das neue BAR-Team mit Motoren beliefert. Als konkreter Fahrer wurde Villeneuve genannt, als Zweitfahrer wurde versucht, den CART-Champion von 1997, Alessandro Zanardi, zu verpflichten. Allerdings hatte Zanardi schon einen Zweijahresvertrag mit Williams unterschrieben. 
Mit Villeneuve (zweimal), Johnny Herbert und Damon Hill (jeweils einmal) traten drei ehemalige Sieger zu diesem Grand Prix an.

### Training

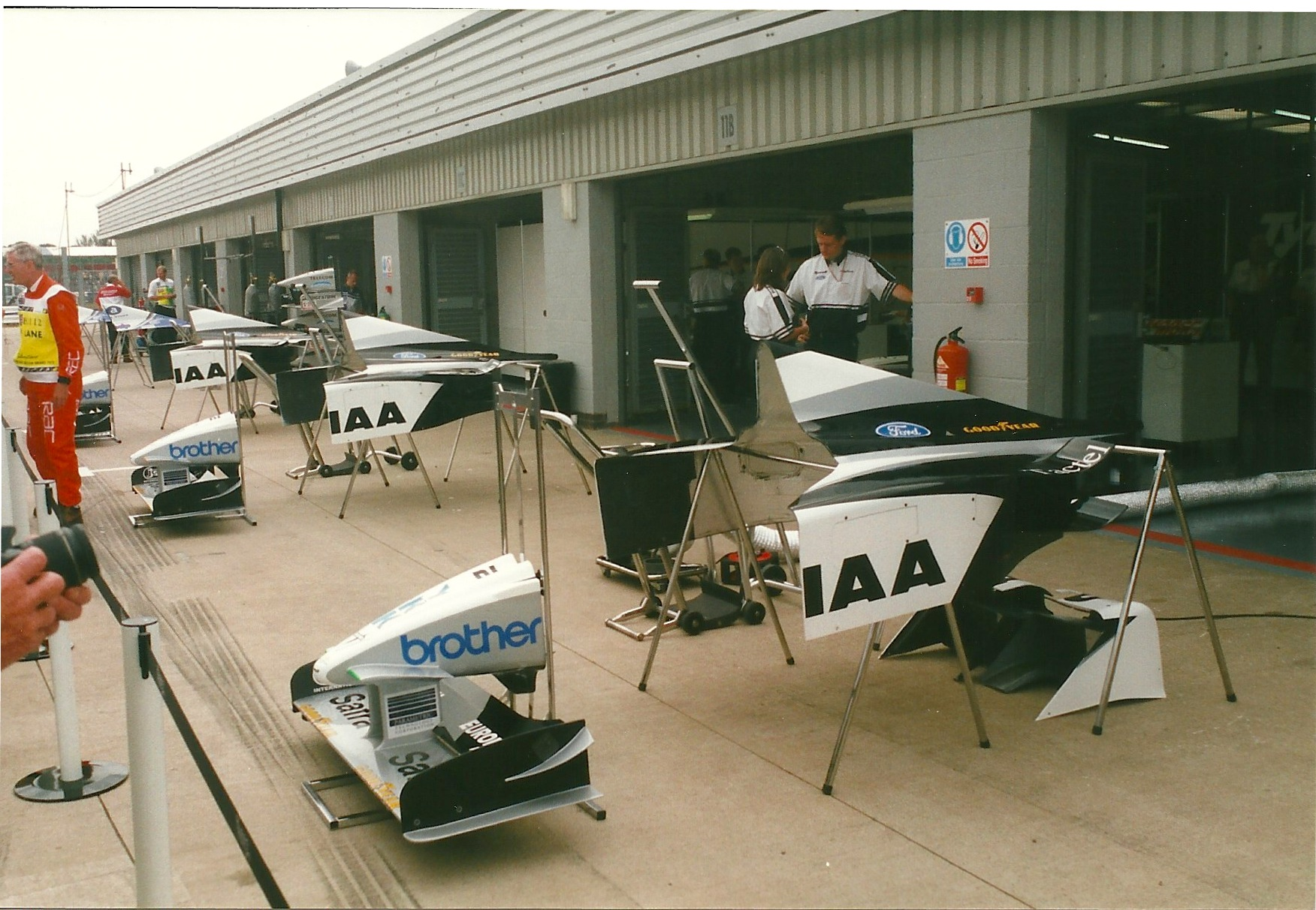
Die Box des Tyrrell-Teams

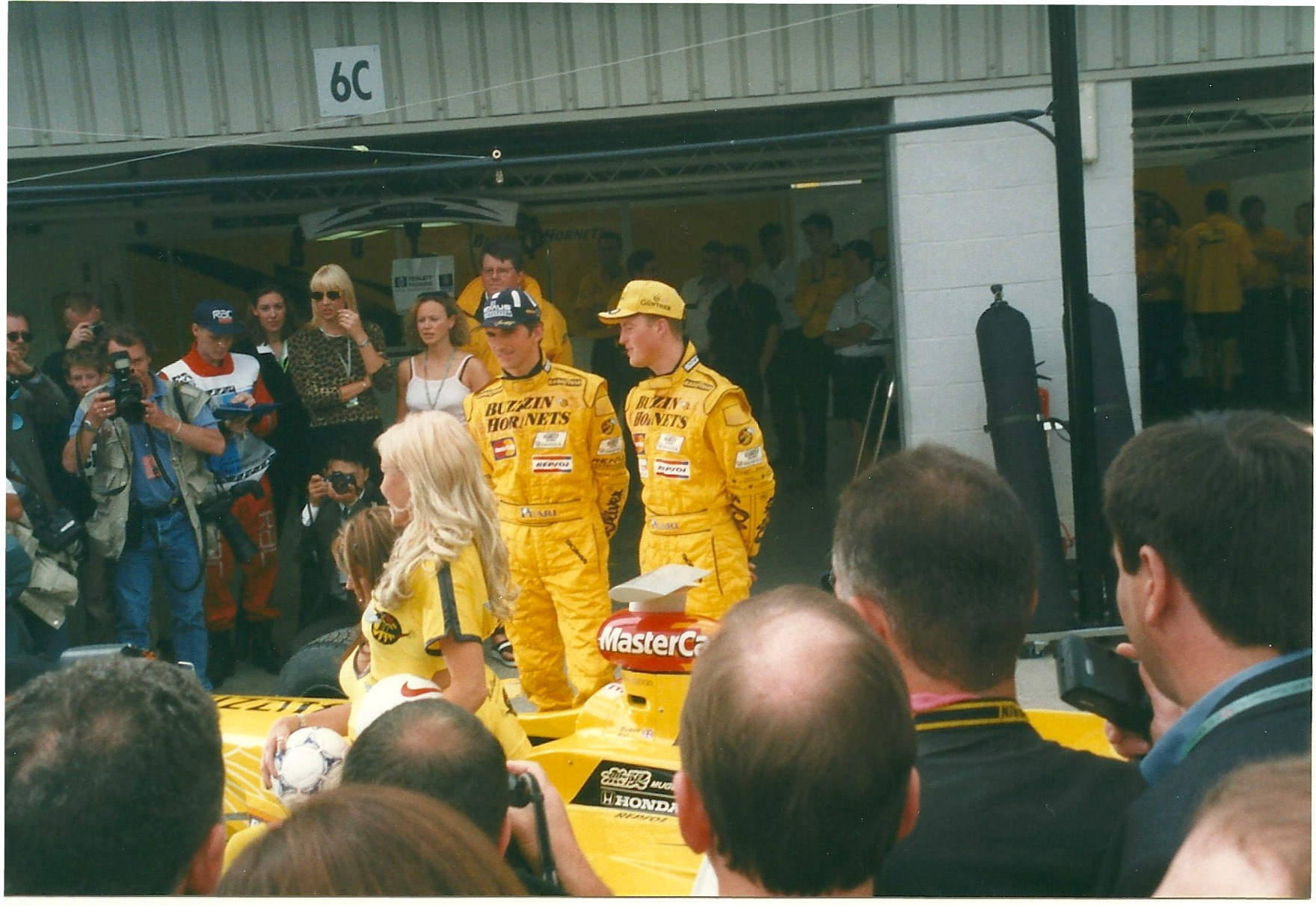
Damon Hill vor seinem Heimrennen

#### Freitagstraining
Coulthard setzte sich mit 1:25,640 Minuten vor Häkkinen. Mit knapp einer halben Sekunde Rückstand lag Heinz-Harald Frentzen auf Platz drei, gefolgt von Villeneuve, Eddie Irvine, Giancarlo Fisichella, Michael Schumacher und auf Platz acht Alexander Wurz. Alle Fahrer waren innerhalb von viereinhalb Sekunden platziert.

#### Samstagstraining
Erneut belegten beide McLaren die ersten zwei Positionen, doch diesmal Häkkinen vor Coulthard mit einer Zeit von 1:23,639 Minuten. Dahinter folgten die Schumacher-Brüder, Hill und Villeneuve. Alle Fahrer lagen innerhalb von fünf Sekunden.

### Qualifying
Die nächste Pole-Position ging an Häkkinen, der Michael Schumacher rund eine halbe Sekunde hinter sich ließ. Auf den Plätzen dahinter folgten Villeneuve, Coulthard, Irvine und Frentzen. Ralf Schumacher drehte sich früh in der Qualifying-Session und musste mit dem Ersatzwagen seine Bestzeit setzen, doch diese und Olivier Panis’ schnellste Rundenzeit wurden im Nachhinein annulliert. Der Grund war ein misslungener Sicherheitstest bei der technischen Abnahme nach der Qualifikationssitzung. Alle offiziell gewerteten Rundenzeiten lagen innerhalb von fünfeinhalb Sekunden.

### Warm-Up
Coulthard und Häkkinen waren die schnellsten Fahrer in dieser Session, nur rund elf Tausendstel trennten die beiden McLaren-Piloten voneinander. Mit rund zwei bis drei Sekunden Rückstand folgten Fisichella, Irvine, Michael Schumacher und Wurz. Durch einsetzenden Regen lag der letzte Fahrer, Ricardo Rosset, rund elf Sekunden hinter der schnellsten Zeit zurück.

### Rennen

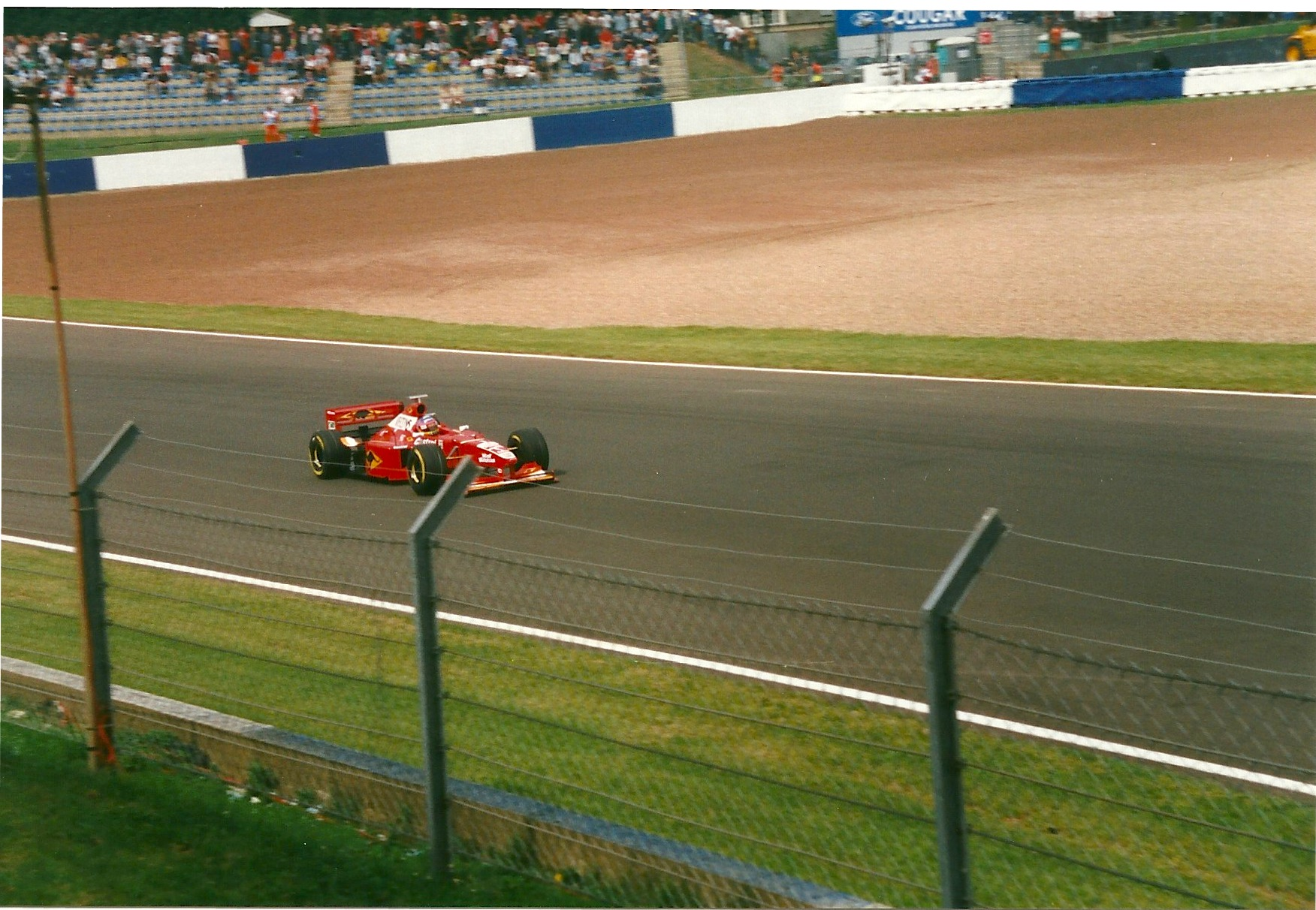
Villeneuve beim Rennen

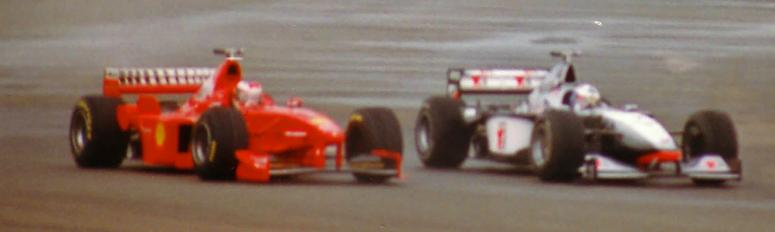
Schumacher und Coulthard fahren nebeneinander beim Rennen

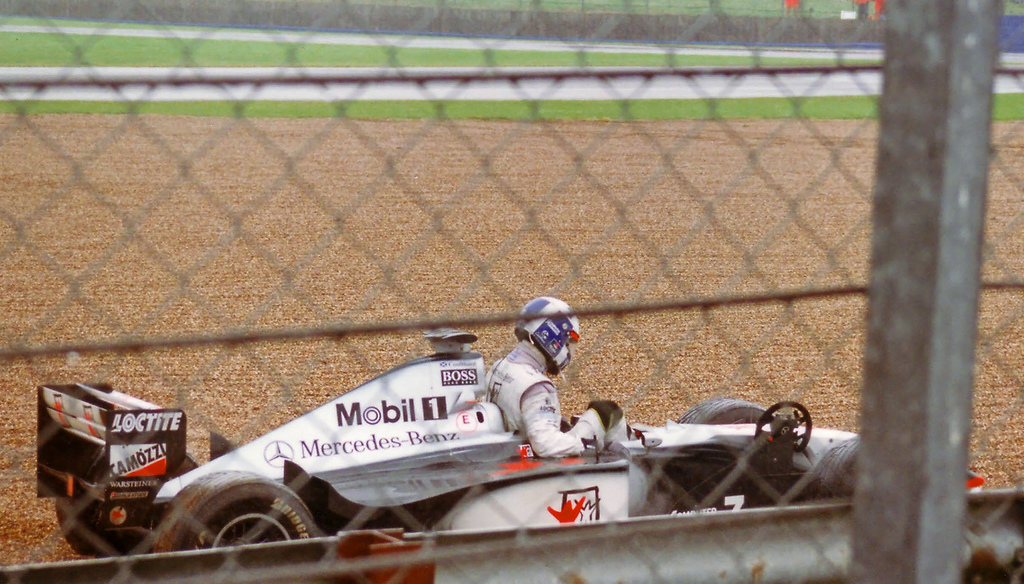
Coulthard nach seinem Ausrutscher ins Kiesbett

In der Früh bildete sich eine Gewitterzelle über der Rennstrecke, was zu einem heftigen Gewitter mit starkem Wind führte. Zwar zog der Sturm vor Rennstart weiter, doch waren nur vereinzelt trockene Stellen sichtbar. Bis auf die beiden Stewart-Piloten begannen alle Fahrer mit der Intermediate-Reifenmischung, Rubens Barrichello und Jos Verstappen wählten Trockenreifen. 
Während der ersten Runden ereignete sich nichts Nennenswertes, bis in Runde 13 Hill die Kontrolle über seinen Wagen auf der feuchten Strecke verlor und im Kiesbett strandete. In Runde 16 fing es wieder heftiger zu regnen an und viele Teams wechselten auf Regenreifen. In Runde 20 fing sich Häkkinen eine Union Jack-Flagge ein und verstopfte beinahe einen der seitlichen Kühler. Herbert, der nicht auf Regenreifen wechselte, drehte sich in Runde 28 ins Kiesbett. Er konnte mit Hilfe der Streckenposten weiterfahren, musste aber kurz darauf in der Box aufgeben. In Runde 38 drehte sich Coulthard mit den Intermediate-Reifen raus und touchierte die Wand bei der Club-Kurve, als er einen anderen Fahrer überrunden wollte. Nur zwei Runden später passierte Barrichello dasselbe wie Coulthard. 
Währenddessen hatte Häkkinen seinen Vorsprung auf Michael Schumacher um rund 50 Sekunden ausgebaut, als er sich in Runde 44 einmal komplett drehte. Er konnte das Rennen fortsetzen, verlor aber zehn Sekunden Vorsprung und beschädigte seinen Frontflügel. Als nun weitere Fahrer sich wegen der schlechten Bedingungen drehten, wurde das Safety-Car auf die Strecke geschickt. In Runde 50 wurde das Rennen wieder freigegeben mit Häkkinen vor Michael Schumacher in Führung, allerdings machte Häkkinen in Runde 52 einen Fehler und Michael Schumacher konnte die Führung übernehmen. Michael Schumacher fuhr sofort einen Vorsprung auf Häkkinen heraus. 
Allerdings wurde zwei Runden vor Schluss eine Stop-and-Go-Strafe gegen Michael Schumacher ausgesprochen, weil er während der Safety-Car-Phase Wurz überrundet hatte. Michael Schumacher hatte drei Runden Zeit, die Strafe abzusitzen, und tat dies in der letzten Runde. Jedoch überquerte er dadurch die Ziellinie in der Boxengasse, bevor er seinen Boxenplatz erreichte. Dadurch gewann Michael Schumacher das Rennen, bevor er seine Strafe ordnungsgemäß abgesessen hatte. Es gab Beschwerden auf beiden Seiten, Ferrari argumentierte, dass die Nachricht der Bestrafung erst 31 Minuten nach dem Vorfall handgeschrieben mitgeteilt wurde. Dadurch wurde die normale Frist um sechs Minuten übertroffen und die handgeschriebene Nachricht war nicht eindeutig formuliert. So war nicht klar, ob eine Stop-and-Go-Strafe verhängt wurde oder der Rennzeit von Michael Schumacher am Ende des Rennens zehn Sekunden addiert würden. Letzteres wurde dann nach dem Rennen verhängt; allerdings war dies unzulässig, da eine derartige Strafe nur bei einem Vorfall zwölf Runden vor dem Ende des Rennens vergeben werden dürfte. Nachdem dies nun auch als ungültig angesehen wurde, wurde die Strafe von Michael Schumacher aufgehoben und nicht weiter verfolgt. McLaren legte daraufhin Protest mit der Begründung ein, die Strafe sei nicht korrekt ausgeführt worden. Der Protest wurde in der letzten Instanz von der FIA abgelehnt. Das Podium komplettierten Häkkinen und Irvine. Für Wurz, der das Rennen als Vierter beendete, sollte dies die letzte Punkteplatzierung des Jahres bleiben. Fünfter wurde Fisichella, Sechster Ralf Schumacher, welcher somit seinen ersten WM-Punkt erhielt.
Michael Schumacher sicherte sich zudem mit 1:35,704 Minuten die schnellste Runde.
Sowohl in der Fahrer- als auch in der Konstrukteurswertung blieben die ersten drei Positionen unverändert.

## Meldeliste
| Team                         | Nr. | Fahrer                | Chassis        | Motor                   | Reifen |
| ---------------------------- | --- | --------------------- | -------------- | ----------------------- | ------ |
| Winfield Williams            | 01  | Jacques Villeneuve    | Williams FW20  | Mecachrome 3.0 V10      | G      |
| Winfield Williams            | 02  | Heinz-Harald Frentzen | Williams FW20  | Mecachrome 3.0 V10      | G      |
| Scuderia Ferrari Marlboro    | 03  | Michael Schumacher    | Ferrari F300   | Ferrari 3.0 V10         | G      |
| Scuderia Ferrari Marlboro    | 04  | Eddie Irvine          | Ferrari F300   | Ferrari 3.0 V10         | G      |
| Mild Seven Benetton Playlife | 05  | Giancarlo Fisichella  | Benetton B198  | Playlife 3.0 V10        | B      |
| Mild Seven Benetton Playlife | 06  | Alexander Wurz        | Benetton B198  | Playlife 3.0 V10        | B      |
| West McLaren Mercedes        | 07  | David Coulthard       | McLaren MP4/13 | Mercedes-Benz 3.0 V10   | B      |
| West McLaren Mercedes        | 08  | Mika Häkkinen         | McLaren MP4/13 | Mercedes-Benz 3.0 V10   | B      |
| Benson & Hedges Jordan       | 09  | Damon Hill            | Jordan 197     | Mugen-Honda 3.0 V10     | G      |
| Benson & Hedges Jordan       | 10  | Ralf Schumacher       | Jordan 197     | Mugen-Honda 3.0 V10     | G      |
| Gauloises Prost Peugeot      | 11  | Olivier Panis         | Prost AP01     | Peugeot 3.0 V10         | B      |
| Gauloises Prost Peugeot      | 12  | Jarno Trulli          | Prost AP01     | Peugeot 3.0 V10         | B      |
| Red Bull Sauber Petronas     | 14  | Jean Alesi            | Sauber C17     | Petronas 3.0 V10        | G      |
| Red Bull Sauber Petronas     | 15  | Johnny Herbert        | Sauber C17     | Petronas 3.0 V10        | G      |
| Danka Zepter Arrows          | 16  | Pedro Diniz           | Arrows A19     | Arrows 3.0 V10          | B      |
| Danka Zepter Arrows          | 17  | Mika Salo             | Arrows A19     | Arrows 3.0 V10          | B      |
| Stewart Ford                 | 18  | Rubens Barrichello    | Stewart SF2    | Ford Zetec-R 3.0 V10    | B      |
| Stewart Ford                 | 19  | Jos Verstappen        | Stewart SF2    | Ford Zetec-R 3.0 V10    | B      |
| Tyrrell                      | 20  | Ricardo Rosset        | Tyrrell 026    | Ford Zetec-R/97 3.0 V10 | G      |
| Tyrrell                      | 21  | Toranosuke Takagi     | Tyrrell 026    | Ford Zetec-R/97 3.0 V10 | G      |
| Fondmetal Minardi Team       | 22  | Shinji Nakano         | Minardi M198   | Ford Zetec-R/97 3.0 V10 | B      |
| Fondmetal Minardi Team       | 23  | Esteban Tuero         | Minardi M198   | Ford Zetec-R/97 3.0 V10 | B      |

## Klassifikation

### Qualifying
| Pos.                                                                       | Fahrer                | Konstrukteur        | Zeit       | Start |
| -------------------------------------------------------------------------- | --------------------- | ------------------- | ---------- | ----- |
| 01                                                                         | Mika Häkkinen         | McLaren-Mercedes    | 1:23,271   | 01    |
| 02                                                                         | Michael Schumacher    | Ferrari             | 1:23,720   | 02    |
| 03                                                                         | Jacques Villeneuve    | Williams-Mecachrome | 1:24,102   | 03    |
| 04                                                                         | David Coulthard       | McLaren-Mercedes    | 1:24,310   | 04    |
| 05                                                                         | Eddie Irvine          | Ferrari             | 1:24,436   | 05    |
| 06                                                                         | Heinz-Harald Frentzen | Williams-Mecachrome | 1:24,442   | 06    |
| 07                                                                         | Damon Hill            | Jordan-Mugen-Honda  | 1:24,542   | 07    |
| 08                                                                         | Jean Alesi            | Sauber-Petronas     | 1:25,081   | 08    |
| 09                                                                         | Johnny Herbert        | Sauber-Petronas     | 1:25,084   | 09    |
| 10                                                                         | Giancarlo Fisichella  | Benetton-Playlife   | 1:25,654   | 10    |
| 11                                                                         | Alexander Wurz        | Benetton-Playlife   | 1:25,760   | 11    |
| 12                                                                         | Pedro Diniz           | Arrows              | 1:26,376   | 12    |
| 13                                                                         | Mika Salo             | Arrows              | 1:26,487   | 13    |
| 14                                                                         | Jarno Trulli          | Prost-Peugeot       | 1:26,808   | 14    |
| 15                                                                         | Jos Verstappen        | Stewart-Ford        | 1:26,948   | 15    |
| 16                                                                         | Rubens Barrichello    | Stewart-Ford        | 1:26,990   | 16    |
| 17                                                                         | Toranosuke Takagi     | Tyrrell-Ford        | 1:27,061   | 17    |
| 18                                                                         | Esteban Tuero         | Minardi-Ford        | 1:28,051   | 18    |
| 19                                                                         | Shinji Nakano         | Minardi-Ford        | 1:28,123   | 19    |
| 20                                                                         | Ricardo Rosset        | Tyrrell-Ford        | 1:28,608   | 20    |
| 107-Prozent-Zeit: 1:29,100 min (bezogen auf die Bestzeit von 1:23,271 min) |                       |                     |            |       |
| 21                                                                         | Ralf Schumacher       | Jordan-Mugen-Honda  | keine Zeit | 21    |
| 22                                                                         | Olivier Panis         | Prost-Peugeot       | keine Zeit | 22    |

Anmerkungen
1. 1 2  Die Zeiten von Ralf Schumacher und Panis wurden nachträglich gestrichen. Der Grund war ein misslungener Sicherheitstest bei der technischen Abnahme nach der Qualifikationssitzung. Am Rennen durften beide allerdings teilnehmen.

### Rennen
| Pos. | Fahrer                | Konstrukteur        | Runden | Stopps | Zeit        | Start | Schnellste Runde |
| ---- | --------------------- | ------------------- | ------ | ------ | ----------- | ----- | ---------------- |
| 01   | Michael Schumacher    | Ferrari             | 60     | 2      | 1:47:02,450 | 02    | 1:35,704 (12.)   |
| 02   | Mika Häkkinen         | McLaren-Mercedes    | 60     | 2      | + 22,465    | 01    | 1:35,961 (02.)   |
| 03   | Eddie Irvine          | Ferrari             | 60     | 2      | + 29,199    | 05    | 1:36,530 (12.)   |
| 04   | Alexander Wurz        | Benetton-Playlife   | 59     | 2      | + 1 Runde   | 11    | 1:37,982 (12.)   |
| 05   | Giancarlo Fisichella  | Benetton-Playlife   | 59     | 2      | + 1 Runde   | 10    | 1:38,424 (09.)   |
| 06   | Ralf Schumacher       | Jordan-Mugen-Honda  | 59     | 3      | + 1 Runde   | 21    | 1:37,389 (09.)   |
| 07   | Jacques Villeneuve    | Williams-Mecachrome | 59     | 3      | + 1 Runde   | 03    | 1:37,199 (12.)   |
| 08   | Shinji Nakano         | Minardi-Ford        | 58     | 1      | + 2 Runden  | 19    | 1:43,755 (33.)   |
| 09   | Toranosuke Takagi     | Tyrrell-Ford        | 56     | 2      | + 4 Runden  | 17    | 1:41,629 (04.)   |
| –    | Jean Alesi            | Sauber-Petronas     | 53     | 2      | DNF         | 08    | 1:37,202 (11.)   |
| –    | Pedro Diniz           | Arrows              | 45     | 2      | DNF         | 12    | 1:37,887 (10.)   |
| –    | Olivier Panis         | Prost-Peugeot       | 40     | 1      | DNF         | 22    | 1:42,346 (11.)   |
| –    | Rubens Barrichello    | Stewart-Ford        | 39     | 1      | DNF         | 16    | 1:40,097 (11.)   |
| –    | Jos Verstappen        | Stewart-Ford        | 38     | 1      | DNF         | 15    | 1:41,114 (12.)   |
| –    | David Coulthard       | McLaren-Mercedes    | 37     | 1      | DNF         | 04    | 1:36,120 (03.)   |
| –    | Jarno Trulli          | Prost-Peugeot       | 37     | 1      | DNF         | 14    | 1:44,083 (29.)   |
| –    | Ricardo Rosset        | Tyrrell-Ford        | 29     | 1      | DNF         | 20    | 1:40,948 (10.)   |
| –    | Esteban Tuero         | Minardi-Ford        | 29     | 0      | DNF         | 18    | 1:44,700 (03.)   |
| –    | Johnny Herbert        | Sauber-Petronas     | 27     | 0      | DNF         | 09    | 1:37,343 (12.)   |
| –    | Mika Salo             | Arrows              | 27     | 1      | DNF         | 13    | 1:38,160 (09.)   |
| –    | Heinz-Harald Frentzen | Williams-Mecachrome | 15     | 0      | DNF         | 06    | 1:36,884 (02.)   |
| –    | Damon Hill            | Jordan-Mugen-Honda  | 13     | 0      | DNF         | 07    | 1:37,223 (12.)   |

## WM-Stände nach dem Rennen
Die ersten sechs des Rennens bekamen 10, 6, 4, 3, 2 bzw. 1 Punkt(e).

### Fahrerwertung
| Pos. | Fahrer                | Konstrukteur        | Punkte |
| ---- | --------------------- | ------------------- | ------ |
| 01   | Mika Häkkinen         | McLaren-Mercedes    | 56     |
| 02   | Michael Schumacher    | Ferrari             | 54     |
| 03   | David Coulthard       | McLaren-Mercedes    | 30     |
| 04   | Eddie Irvine          | Ferrari             | 29     |
| 05   | Alexander Wurz        | Benetton-Playlife   | 17     |
| 06   | Giancarlo Fisichella  | Benetton-Playlife   | 15     |
| 07   | Jacques Villeneuve    | Williams-Renault    | 11     |
| 08   | Heinz-Harald Frentzen | Williams-Mecachrome | 8      |
| 09   | Rubens Barrichello    | Stewart-Ford        | 4      |
| 10   | Mika Salo             | Arrows              | 3      |
| 11   | Jean Alesi            | Sauber-Petronas     | 3      |
| 12   | Johnny Herbert        | Sauber-Petronas     | 1      |

| Pos. | Fahrer            | Konstrukteur       | Punkte |
| ---- | ----------------- | ------------------ | ------ |
| 13   | Ralf Schumacher   | Jordan-Mugen-Honda | 1      |
| 14   | Pedro Diniz       | Arrows             | 1      |
| 15   | Jan Magnussen     | Stewart-Ford       | 1      |
| 16   | Shinji Nakano     | Minardi-Ford       | 0      |
| 17   | Damon Hill        | Jordan-Mugen-Honda | 0      |
| 18   | Ricardo Rosset    | Tyrrell-Ford       | 0      |
| 19   | Esteban Tuero     | Minardi-Ford       | 0      |
| 20   | Olivier Panis     | Prost-Peugeot      | 0      |
| 21   | Toranosuke Takagi | Tyrrell-Ford       | 0      |
| 22   | Jarno Trulli      | Prost-Peugeot      | 0      |
| 23   | Jos Verstappen    | Stewart-Ford       | 0      |

### Konstrukteurswertung
| Pos. | Konstrukteur        | Punkte |
| ---- | ------------------- | ------ |
| 01   | McLaren-Mercedes    | 86     |
| 02   | Ferrari             | 83     |
| 03   | Benetton-Playlife   | 32     |
| 04   | Williams-Mecachrome | 19     |
| 05   | Stewart-Ford        | 5      |
| 06   | Sauber-Petronas     | 4      |

| Pos. | Konstrukteur       | Punkte |
| ---- | ------------------ | ------ |
| 07   | Arrows             | 4      |
| 08   | Jordan-Mugen-Honda | 1      |
| 09   | Minardi-Ford       | 0      |
| 10   | Tyrrell-Ford       | 0      |
| 11   | Prost-Peugeot      | 0      |